# Хуан Лопес де Падилья
Хуан Лопес де Падилья (1490, Толедо, Іспанія — квітень 24, 1521, поблизу Вільялар-де-лос-Комунероса, Іспанія) — очолював повстання Комунерос, в якому взяли участь мешканці Кастильї, що повстали проти політики Карла V та його фламандських міністрів.

## Біографія
Падилья був старшим сином комендатора Кастильї. В 1520, після того як кастильська депутація марно вимагала у Карла V повернутися, і передати управління економікою іспанцю, було створено «Святу Хунту» з Падильєю на чолі. Спочатку хунта намагалась встановити національне правління на чолі з Хуаною Кастильською (Хуана I Божевільна), але втратила підтримку шляхти, після відміни шляхетських привілеїв і проголошення демократії. Хоча шляхта і захопила Тордесільяс, Падилья заволодів декількома містами, але всі переваги отримані цим були втрачені, через припинення бойових дій хунтою, що не мала повної згоди зі своїм лідером. Коли вороги відновили свої сили, армія Падильї була повністю розбита в битві поблизу Вільялару 23 квітня, 1521 і Падилья потрапив у полон. Натупного дня його привселюдно стратили.
Після цього дружина Падильї Марія Пачеко сміливо захищала Толедо від королівських військ шість місяців, але була змушена втекти в Португалію.